# Carex aestivaliformis
Carex aestivaliformis är en halvgräsart som beskrevs av Kenneth Kent Mackenzie. Carex aestivaliformis ingår i släktet starrar, och familjen halvgräs. Inga underarter finns listade i Catalogue of Life.